# Saint-Martin-des-Tilleuls
Saint-Martin-des-Tilleuls és un municipi francès situat al departament de Vendée i a la regió de País del Loira. L'any 2007 tenia 903 habitants.

## Demografia

### Població
El 2007 la població de fet de Saint-Martin-des-Tilleuls era de 903 persones. Hi havia 317 famílies de les quals 54 eren unipersonals (31 homes vivint sols i 23 dones vivint soles), 103 parelles sense fills, 141 parelles amb fills i 19 famílies monoparentals amb fills.
La població ha evolucionat segons el següent gràfic:
Habitants censats

### Habitatges
El 2007 hi havia 347 habitatges, 331 eren l'habitatge principal de la família, 11 eren segones residències i 5 estaven desocupats. 341 eren cases i 4 eren apartaments. Dels 331 habitatges principals, 241 estaven ocupats pels seus propietaris, 88 estaven llogats i ocupats pels llogaters i 2 estaven cedits a títol gratuït; 5 tenien dues cambres, 36 en tenien tres, 75 en tenien quatre i 215 en tenien cinc o més. 292 habitatges disposaven pel capbaix d'una plaça de pàrquing. A 115 habitatges hi havia un automòbil i a 208 n'hi havia dos o més.

### Piràmide de població
La piràmide de població per edats i sexe el 2009 era:
| Homes | Edats   | Dones |
| ----- | ------- | ----- |
| 0     | 95 o +  | 0     |
| 0     | 90 a 94 | 4     |
| 0     | 85 a 89 | 0     |
| 4     | 80 a 84 | 0     |
| 24    | 75 a 79 | 16    |
| 12    | 70 a 74 | 32    |
| 16    | 65 a 69 | 8     |
| 4     | 60 a 64 | 4     |
| 8     | 55 a 59 | 4     |
| 16    | 50 a 54 | 16    |
| 48    | 45 a 49 | 24    |
| 44    | 40 a 44 | 36    |
| 44    | 35 a 39 | 48    |
| 24    | 30 a 34 | 12    |
| 24    | 25 a 29 | 16    |
| 28    | 20 a 24 | 36    |
| 24    | 15 a 19 | 40    |
| 28    | 10 a 14 | 40    |
| 12    | 5 a 9   | 40    |
| 28    | 0 a 4   | 20    |

## Economia
El 2007 la població en edat de treballar era de 604 persones, 498 eren actives i 106 eren inactives. De les 498 persones actives 467 estaven ocupades (269 homes i 198 dones) i 32 estaven aturades (11 homes i 21 dones). De les 106 persones inactives 50 estaven jubilades, 29 estaven estudiant i 27 estaven classificades com a «altres inactius».

### Ingressos
El 2009 a Saint-Martin-des-Tilleuls hi havia 340 unitats fiscals que integraven 949 persones, la mediana anual d'ingressos fiscals per persona era de 16.600 €.

### Activitats econòmiques
Dels 18 establiments que hi havia el 2007, 1 era d'una empresa alimentària, 3 d'empreses de fabricació d'altres productes industrials, 5 d'empreses de construcció, 5 d'empreses de comerç i reparació d'automòbils, 1 d'una empresa d'hostatgeria i restauració, 1 d'una empresa financera, 1 d'una empresa de serveis i 1 d'una empresa classificada com a «altres activitats de serveis».
Dels 6 establiments de servei als particulars que hi havia el 2009, 1 era un taller de reparació d'automòbils i de material agrícola, 1 guixaire pintor, 1 fusteria, 1 electricista, 1 empresa de construcció i 1 perruqueria.
Dels 2 establiments comercials que hi havia el 2009, 1 era una botiga de menys de 120 m² i 1 una fleca.
L'any 2000 a Saint-Martin-des-Tilleuls hi havia 23 explotacions agrícoles que ocupaven un total de 1.170 hectàrees.

## Equipaments sanitaris i escolars
El 2009 hi havia una escola elemental.

## Poblacions més properes
El següent diagrama mostra les poblacions més properes.